# 戰國少女～桃色異傳～
《戰國少女～桃色異傳～》是平和株式會社所製造的彈珠街機「CR戰國少女」改編的電視動畫。「CR戰國少女」曾在2009年在《月刊Comic電擊大王》漫畫化，後因大受歡迎而在2011年動畫化。

## 故事簡介
中學女生日出佳乃突然來到日本的戰國時代，並結識了織田信長、德川家康等名將，在統一天下的目標下，故事就此揭開序幕。

## 登場角色

### 現實世界居民
豐臣秀吉／日出佳乃（聲：日高里菜）
天真爛熳和好奇心旺盛的女子中學生。從現代穿越到了戰國少女的世界。
本名日出佳乃，只比「秀吉」多了一個音，因此在班上外號是「秀吉」。後來被織田信長問起名字時，也報上了「秀吉」這個名字。
伊達政宗／伊達先生（聲：平田裕香）
協助信長尋找「傳說中的深紅色甲冑」，並負責收集情報。

### 織田勢力
織田信長（聲：豐口惠）
尾張的軍閥。有著想要統一天下的野心，正在收集「傳說中的深紅色甲冑」。
明智光秀（聲：喜多村英梨）
織田信長的重視家臣。經常用理論來思考事情，為求目的不擇手段。雖然性格固執，但也有懦弱的一面，癡心於信長，所以討厭得到信長喜愛的秀吉。
小白（聲：佐佐木望）
會說話的白色小狗。

### 今川勢力
今川義元（聲：持月玲依）
在良好家族中長大的美麗公主。言談文雅，經常面帶笑容。
德川家康（聲：明坂聰美）
服部半藏（聲：渡邊明乃）
動畫原創角色。

### 東國勢力
武田信玄（聲：國立幸）
上杉謙信（聲：伊瀨茉莉也）

### 西國勢力
毛利元就（聲：松來未祐）
長宗我部元親（聲：沖佳苗）
大友宗麟（聲：野中藍）

### 其他
明鈴（聲：喜多村英梨）
佳乃原本世界的同班同學。
德喵（聲：明坂聰美）
佳乃原本世界的同班同學。

## 電視動畫

### 主題曲
片頭曲「陽炎-kagerou-」
作詞、作曲：大隅知宇，編曲：pOlOn、大隅知宇，主唱：天下取り隊（明坂聰美、伊瀨茉莉也、國立幸、持月玲依）
片尾曲
「熱き矢の如く」（第1話－第9話、第11話、第12話）
填詞：齋藤惠，作曲：大隅知宇，編曲：横山克，主唱：天下取り隊（明坂聰美、伊瀨茉莉也、國立幸、持月玲依）
「熱き矢の如く〜心中乙女バージョン〜」（第10話）
填詞：齋藤惠，作曲：大隅知宇，編曲：横山克，主唱：明智光秀（喜多村英梨）
「あしたへ」（第13話）
填詞：あべさとえ，作曲、編曲：上杉洋史，主唱：日出佳乃（日高里菜）
插入曲「夢見る自由」（第2話）
填詞：田形美喜子，作曲、編曲：大隅知宇，主唱：元気付け隊
劇伴「戦国乙女 音絵巻」に収録。

### 各話列表
| 話數   | 日文標題 | 中文標題 | 劇本     | 分鏡                       | 演出              | 作畫監督                                                                                 |
| ------ | -------- | -------- | -------- | -------------------------- | ----------------- | ---------------------------------------------------------------------------------------- |
| 第1話  |          | 轉送少女 | 待田堂子 | 岡本英樹                   | 美甘義人          | 藤崎賢二、山田真也 加藤洋人（アクション）、依田正彦（レイアウト）                        |
| 第2話  |          | 困惑少女 | 待田堂子 | 佐藤雄助                   | 殿勝秀樹          | 吉田隆彦、関口雅浩（レイアウト） 半澤淳・小野田将人（レイアウト） 小丸敏之（レイアウト） |
| 第3話  |          | 天空少女 | 木村暢   | 小寺勝之                   | 小高義規          | 古川博之                                                                                 |
| 第4話  |          | 對決少女 | 森田繁   | 岡本英樹                   | 小田切警視        | 八尋裕子、加藤洋人（アクション）                                                         |
| 第5話  |          | 怪談少女 | 田村竜   | 畑博之                     | 畑博之            | 平牧大輔                                                                                 |
| 第6話  |          | 想有少女 | 待田堂子 | 桃瀬まりも                 | 守田芸成          | 石原恵、加藤洋人（アクション）                                                           |
| 第7話  |          | 演劇少女 | 田村竜   | 小寺勝之                   | 中智仁            | 小丸敏之                                                                                 |
| 第8話  |          | 微熱少女 | 森田繁   | 弥佐吉                     | 殿勝秀樹          | 山形孝二、羽坂英則                                                                       |
| 第9話  |          | 西國少女 | 木村暢   | 殿勝秀樹                   | 小野葉塚之人      | 八尋裕子、加藤洋人（アクション）                                                         |
| 第10話 |          | 殉情少女 | 木村暢   | 佐藤雄助                   | 佐藤雄助          | 小林利充、羽坂英則、山田真也                                                             |
| 第11話 |          | 搶奪少女 | 田村竜   | 小寺勝之 やまむら∞しちょう | 小高義規 斉藤啓也 | 小丸敏之、宮暁秀                                                                         |
| 第12話 |          | 戰國少女 | 森田繁   | 岩永彰                     | 吉田俊司          | 山中純子、小林利充、関口雅浩 山田真也、加藤洋人（アクション）                            |
| 第13話 |          | 陽光少女 | 待田堂子 | 岡本英樹                   | 岡本英樹 殿勝秀樹 | 山形孝二、依田正彦（レイアウト） 加藤洋人（エフェクト）、嶋田俊彦（プロップ）            |

### 播放電視台
日本深夜動畫：下文記載的日本国内播放時間使用日本標準時間（UTC+9）表示。因為部分時間标识會採用30小时制，因此請留意这类超过24:00的时间，其實際播放時間為翌日清晨。
| 播放地區       | 播放電視台         | 播放日期              | 播放時間（UTC+9）               | 所屬聯播網     | 備註             |
| -------------- | ------------------ | --------------------- | ------------------------------- | -------------- | ---------------- |
| 關東廣域圈     | 東京電視台         | 2011年4月5日－6月28日 | 星期二 2:00－2:30（星期一深夜） | 東京電視台聯網 |                  |
| 北海道         | TV北海道           | 2011年4月6日－6月29日 | 星期三 2:00－2:30（星期二深夜） | 東京電視台聯網 |                  |
| 岡山縣、香川縣 | 瀨戶內電視台       | 2011年4月6日－6月29日 | 星期三 2:03－2:33（星期二深夜） | 東京電視台聯網 |                  |
| 福岡縣         | TVQ九州放送        | 2011年4月6日－6月29日 | 星期三 2:58－3:28（星期二深夜） | 東京電視台聯網 |                  |
| 愛知縣         | 愛知電視台         | 2011年4月8日－7月1日  | 星期五 3:00－3:30（星期四深夜） | 東京電視台聯網 |                  |
| 日本全國       | AT-X               | 2011年4月9日－7月2日  | 星期六 8:30－9:00               | CS放送         | リピート放送あり |
| 大阪府         | 大阪電視台         | 2011年4月10日－7月3日 | 星期日 2:55－3:25（星期六深夜） | 東京電視台聯網 |                  |
| 日本全國       | ニコニコチャンネル | 2011年4月11日－7月4日 | 星期一 12:00 更新               | ネット配信     | [ 1 ]            |

## 外部連結
- あにてれ：戰國少女～桃色異傳～ （页面存档备份，存于）（日語）
- 互聯網廣播電台＜音泉＞ （页面存档备份，存于）（日語）
- 天下統一俱樂部的X（前Twitter）